# Psychoda selangoriana
Psychoda selangoriana är en tvåvingeart som beskrevs av Satchell 1958. Psychoda selangoriana ingår i släktet Psychoda och familjen fjärilsmyggor. Inga underarter finns listade i Catalogue of Life.